# هوشنك نهاوندى
هوشنك نهاوندى (مواليد 1930 بمدينة رشت) هو وزير إيراني سابق وأستاذ جامعي نُفي منذ الثورة الإيرانية عام 1979.
أستاذ سابق للاقتصاد السياسي، وكان رئيسا لجامعة شيراز (جامعة بهلوي) (1968-1971) وطهران (1971-1977، ثم رئيس مجلس الإدارة حتى فبراير 1979).
وكان وزير التنمية من 1964 إلى 1968 والتعليم العالي من سبتمبر إلى أكتوبر 1978 في واحدة من الحكومات الأخيرة من شاه محمد رضا بهلوي، بقيادة جعفر شريف الإمامي، فضلا عن مدير مجلس الامبراطورة فرح بهلوي. من 1976 إلى 1978 .
وهو والد عالم الاجتماع البلجيكي فيروزه نهافندي.

## من أعماله
- الخميني في فرنسا.
- الشاه عباس.
- ملك إيران الأخير.